# For certain because
For certain because is het vijfde album van The Hollies. Het was het eerste album waarvan de Amerikaanse en/of Canadese persing niet meer afweek van de Europese (behalve dan de titel: in de VS en Canada heette het album Stop! Stop! Stop!). Het album verscheen in zowel een mono- als een stereoversie. Van het album verschenen twee singles: On a Carousel en Stop stop stop!.

## Musici
- Allan Clarke- zang, gitaar, mondharmonica
- Graham Nash – zang, gitaar
- Tony Hicks – zang, gitaar, banjo, dulcimer
- Bernie Calvert – basgitaar
- Bobby Elliott – slagwerk

Met Mike Vickers orkestbegeleiding

## Muziek
Allen van Nash, Hicks en Clarke.
| Nr. | Titel                            | eerste zangstem | Duur |
| --- | -------------------------------- | --------------- | ---- |
| 1.  | What’s wrong with the way I live | Clarke          | 2:02 |
| 2.  | Pay you back with interest       | Clarke          | 2:46 |
| 3.  | Tell me to my face               | Nash            | 3:09 |
| 4.  | Clown                            | Nash            | 2:16 |
| 5.  | Suspicious look in your eyes     | Clarke          | 3:37 |
| 6.  | It's you                         | Clarke          | 2:17 |

| Nr. | Titel                           | eerste zangstem | Duur |
| --- | ------------------------------- | --------------- | ---- |
| 1.  | High classed                    | Clarke          | 2:21 |
| 2.  | Peculiar situation              | Clarke          | 2:51 |
| 3.  | What went wrong                 | Clarke          | 2:12 |
| 4.  | Crusader                        | Clarke and Nash | 3:48 |
| 5.  | Don't ever think about changing | Clarke          | 2:13 |
| 6.  | Stop stop stop!                 | Clarke          | 2:58 |

### Britse Album Top 50
| Hitnotering: 17-12-1966 t/m 4-2-1967 | Hitnotering: 17-12-1966 t/m 4-2-1967 | Hitnotering: 17-12-1966 t/m 4-2-1967 | Hitnotering: 17-12-1966 t/m 4-2-1967 | Hitnotering: 17-12-1966 t/m 4-2-1967 | Hitnotering: 17-12-1966 t/m 4-2-1967 | Hitnotering: 17-12-1966 t/m 4-2-1967 | Hitnotering: 17-12-1966 t/m 4-2-1967 | Hitnotering: 17-12-1966 t/m 4-2-1967 |
| Week:                                | 1                                    | 2                                    | 3                                    | 4                                    | 5                                    | 6                                    | 7                                    |                                      |
| ------------------------------------ | ------------------------------------ | ------------------------------------ | ------------------------------------ | ------------------------------------ | ------------------------------------ | ------------------------------------ | ------------------------------------ | ------------------------------------ |
| Positie:                             | 39                                   | 23                                   | 23                                   | 30                                   | 28                                   | 34                                   | 38                                   | uit                                  |